# 逃亡 (1975年电影)
《逃亡》（英語：The Bloody Escape）是1975年张彻、孙仲指导，陈观泰、施思主演的一部香港電影，影片主要讲述的是身为黑帮但是却嫉恶如仇的顾回的故事。

## 劇情簡介
出身于黑帮的顾回原本是一个嫉恶如仇的黑帮，然而在他去救一个被另外的一个黑帮团伙绑架的少女后，自然是遭到了黑白两道的追杀，在死里逃生后，他决定参与剿匪行动, 并在该事情结束后，做一个普通人……

## 演员表
- 陈观泰
- 施思
- 沈劳
- 何刚
- 陈沃夫
- 朱由高
- 詹森
- 袁曼姿
- 韦弘
- 杨志卿
- 欧阳莎菲
- 江岛
- 王清河
- 吴池钦

## 职员表
- 制片人 :邵逸夫
- 化妆:吴旭清

## 備註
1. ↑  .   [2022-07-08]. （原始内容存档于2022-07-12）.

## 相關連結
- 豆瓣电影上《逃亡》的資料 （简体中文）
- 互联网电影数据库（IMDb）上《逃亡》的资料（英文）
- 香港影庫上《逃亡》的資料（繁體中文）